# János Konrád
János Konrád (Budapest, 27 de agosto de 1941 – Budapest, 26 de noviembre de 2014) fue un waterpolista y nadador húngaro que compitió en los Juegos Olímpicos de Roma 1960, Tokio 1964 y México 1968.
Konrád formó parte del equipo nacional húngaro que ganó el bronce en 1960. Jugó un partido y marcó un gol. También participó en la la prueba de los 100 metros espalda pero fue eliminado en la primera ronda.
Cuatro años después, fue miembro del equipo húngaro que ganó el oro en Tokio 1964. En aquella ocasión, jugó seis partidos y marcó dos goles. En los Juegos de 1968 ganó su segundo bronce con el combinado magiar. Jugó ocho partidos y marcó tres goles.

## Clubs
- 1956–1964	BVSC
- 1964–1970	Bp. Honvéd
- 1970–1975	Vasas Izzó
- 1975–1976	Orvosegyetem SC

## Títulos
Como jugador de waterpolo de la selección de Hungría
- Oro en los juegos olímpicos de México 1968
- Oro en los juegos olímpicos de Tokio 1964
- Bronce en los juegos olímpicos de Roma 1960